# Dreiband-Europameisterschaft 1987

Logo CEB (ausrichtender Verband)

Veranstaltungsort: Waalwijk

Die Dreiband-Europameisterschaft 1987 war das 45. Turnier in dieser Disziplin des Karambolagebillards und fand vom 5. bis 8. März 1987 in Waalwijk in der niederländischen Provinz Noord-Brabant statt. Es war die zehnte Dreiband-EM in den Niederlanden.

## Geschichte
Erstmals wurde eine Dreiband-EM mit 20 Teilnehmern gespielt. Raymond Ceulemans war wieder dabei und sicherte sich seinen 22. Titel im Dreiband. Im Finale gegen den Titelverteidiger Torbjörn Blomdahl kam er nie in Bedrängnis und gewann klar mit 50:38 in 32 Aufnahmen. Etwas unglücklich lief es für den Niederländer Rini van Bracht. Er verlor nur eine Partie im Turnier und wurde am Ende Fünfter. Die beiden deutschen Teilnehmer Hans-Jürgen Kühl und Edgar Bettzieche kamen nicht über die Vorrunde hinaus. Kühl zeigte in seiner letzten Partie gegen den Finnen Jyri Vartanen aber noch einmal sein Können. In 28 Aufnahmen spielte er eine klasse Partie und siegte mit 50:22. Der österreichische Cadre-Spezialist Franz Stenzel schaffte die KO-Runde wurde aber nur Achter.

## Modus
Gespielt wurde in der Vorrunde im System „Jeder gegen Jeden“ bis 50 Punkte mit Nachstoß/Aufnahmegleichheit. Die beiden Gruppenersten qualifizierten sich für das Viertelfinale. Die Verlierer der KO-Spiele spielten die Plätze drei bis acht aus.

## Gruppenphase
| MP    | Match Points (Sieger = 2; Unentschieden = 1; Verlierer = 0) |
| Pkte. | Erzielte Karambolagen                                       |
| Aufn. | Benötigte Versuche                                          |
| GD    | Generaldurchschnitt                                         |
| BED   | Bester Einzeldurchschnitt eines Spielers                    |
| HS    | Höchstserie                                                 |
|       | Bester GD des Turniers                                      |
|       | Bester ED des Turniers                                      |
|       | Beste HS des Turniers                                       |
|       | 1. Platz (Gold)                                             |
|       | 2. Platz (Silber)                                           |
|       | 3. Platz (Bronze)                                           |

| Abschlusstabelle Gruppe A  | Abschlusstabelle Gruppe A | Abschlusstabelle Gruppe A | Abschlusstabelle Gruppe A | Abschlusstabelle Gruppe A | Abschlusstabelle Gruppe A | Abschlusstabelle Gruppe A | Abschlusstabelle Gruppe A |
| Platz                      | Name                      | MP                        | Pkte                      | Aufn.                     | GD                        | BED                       | HS                        |
| -------------------------- | ------------------------- | ------------------------- | ------------------------- | ------------------------- | ------------------------- | ------------------------- | ------------------------- |
| 1                          | Torbjörn Blomdahl         | 6:2                       | 190                       | 158                       | 1,202                     | 1,470                     | 10                        |
| 2                          | Jan Arnouts               | 6:2                       | 186                       | 175                       | 1,062                     | 1,428                     | 7                         |
| 3                          | Antonio Oddo              | 6:6                       | 184                       | 198                       | 0,929                     | 1,063                     | 7                         |
| 4                          | Jorge Theriaga            | 2:6                       | 152                       | 187                       | 0,812                     | 1,041                     | 6                         |
| 5                          | Fonsy Grethen             | 0:8                       | 145                       | 194                       | 0,747                     | –                         | 9                         |
| Gruppendurchschnitt: 0,941 |                           |                           |                           |                           |                           |                           |                           |

| Abschlusstabelle Gruppe B  | Abschlusstabelle Gruppe B | Abschlusstabelle Gruppe B | Abschlusstabelle Gruppe B | Abschlusstabelle Gruppe B | Abschlusstabelle Gruppe B | Abschlusstabelle Gruppe B | Abschlusstabelle Gruppe B |
| Platz                      | Name                      | MP                        | Pkte                      | Aufn.                     | GD                        | BED                       | HS                        |
| -------------------------- | ------------------------- | ------------------------- | ------------------------- | ------------------------- | ------------------------- | ------------------------- | ------------------------- |
| 1                          | Raymond Ceulemans         | 8:0                       | 200                       | 145                       | 1,379                     | 1,785                     | 8                         |
| 2                          | Franz Stenzel             | 6:2                       | 169                       | 188                       | 0,898                     | 1,190                     | 6                         |
| 3                          | Claudio Nadal             | 4:4                       | 164                       | 202                       | 0,811                     | 0,862                     | 5                         |
| 4                          | Hans-Jürgen Kühl          | 2:6                       | 184                       | 188                       | 0,978                     | 1,785                     | 6                         |
| 5                          | Jyri Virtanen             | 0:8                       | 129                       | 193                       | 0,668                     | –                         | 5                         |
| Gruppendurchschnitt: 0,923 |                           |                           |                           |                           |                           |                           |                           |

| Abschlusstabelle Gruppe C  | Abschlusstabelle Gruppe C | Abschlusstabelle Gruppe C | Abschlusstabelle Gruppe C | Abschlusstabelle Gruppe C | Abschlusstabelle Gruppe C | Abschlusstabelle Gruppe C | Abschlusstabelle Gruppe C |
| Platz                      | Name                      | MP                        | Pkte                      | Aufn.                     | GD                        | BED                       | HS                        |
| -------------------------- | ------------------------- | ------------------------- | ------------------------- | ------------------------- | ------------------------- | ------------------------- | ------------------------- |
| 1                          | Rini van Bracht           | 8:0                       | 200                       | 182                       | 1,098                     | 1,388                     | 9                         |
| 2                          | Raymond Steylaerts        | 6:2                       | 196                       | 205                       | 0,956                     | 1,190                     | 7                         |
| 3                          | Kurt Thøgersen            | 4:4                       | 190                       | 182                       | 1,043                     | 1,562                     | 12                        |
| 4                          | Mario Ribeiro             | 2:6                       | 146                       | 180                       | 0,811                     | 0,862                     | 6                         |
| 5                          | Edgar Bettzieche          | 0:8                       | 149                       | 189                       | 0,788                     | –                         | 6                         |
| Gruppendurchschnitt: 0,939 |                           |                           |                           |                           |                           |                           |                           |

| Abschlusstabelle Gruppe D  | Abschlusstabelle Gruppe D | Abschlusstabelle Gruppe D | Abschlusstabelle Gruppe D | Abschlusstabelle Gruppe D | Abschlusstabelle Gruppe D | Abschlusstabelle Gruppe D | Abschlusstabelle Gruppe D |
| Platz                      | Name                      | MP                        | Pkte                      | Aufn.                     | GD                        | BED                       | HS                        |
| -------------------------- | ------------------------- | ------------------------- | ------------------------- | ------------------------- | ------------------------- | ------------------------- | ------------------------- |
| 1                          | Ludo Dielis               | 8:0                       | 200                       | 178                       | 1,123                     | 1,562                     | 8                         |
| 2                          | Christ van der Smissen    | 6:2                       | 195                       | 177                       | 1,101                     | 1,250                     | 9                         |
| 3                          | Lennart Blomdahl          | 4:4                       | 192                       | 203                       | 0,945                     | 1,041                     | 5                         |
| 4                          | Jacques Blanc             | 2:6                       | 175                       | 234                       | 0,747                     | 0,781                     | 8                         |
| 5                          | Albert Lasserre           | 0:8                       | 134                       | 186                       | 0,720                     | –                         | 7                         |
| Gruppendurchschnitt: 0,916 |                           |                           |                           |                           |                           |                           |                           |

## Endrunde
|  | Viertelfinale Spiel bis 50 Punkte | Viertelfinale Spiel bis 50 Punkte | Viertelfinale Spiel bis 50 Punkte | Viertelfinale Spiel bis 50 Punkte | Viertelfinale Spiel bis 50 Punkte | Viertelfinale Spiel bis 50 Punkte |                   |                   | Halbfinale Spiel bis 50 Punkte | Halbfinale Spiel bis 50 Punkte | Halbfinale Spiel bis 50 Punkte | Halbfinale Spiel bis 50 Punkte | Halbfinale Spiel bis 50 Punkte | Halbfinale Spiel bis 50 Punkte |      |       | Finale Spiel bis 50 Punkte | Finale Spiel bis 50 Punkte | Finale Spiel bis 50 Punkte | Finale Spiel bis 50 Punkte | Finale Spiel bis 50 Punkte | Finale Spiel bis 50 Punkte |
|  |                                   |                                   |                                   |                                   |                                   |                                   |                   |                   |                                |                                |                                |                                |                                |                                |      |       |                            |                            |                            |                            |                            |                            |
|  |                                   | MP                                | Pkt.                              | Aufn.                             | ED                                | HS                                |                   |                   |                                |                                |                                |                                |                                |                                |      |       |                            |                            |                            |                            |                            |                            |
|  |                                   | MP                                | Pkt.                              | Aufn.                             | ED                                | HS                                |                   |                   |                                |                                |                                |                                |                                |                                |      |       |                            |                            |                            |                            |                            |                            |
|  | Torbjörn Blomdahl                 | 2                                 | 50                                | 33                                | 1,515                             | 5                                 |                   |                   |                                |                                |                                |                                |                                |                                |      |       |                            |                            |                            |                            |                            |                            |
|  | Torbjörn Blomdahl                 | 2                                 | 50                                | 33                                | 1,515                             | 5                                 |                   | MP                | Pkt.                           | Aufn.                          | ED                             | HS                             |                                |                                |      |       |                            |                            |                            |                            |                            |                            |
|  | Christ van der Smissen            | 0                                 | 37                                | 33                                | 1,121                             | 4                                 |                   | MP                | Pkt.                           | Aufn.                          | ED                             | HS                             |                                |                                |      |       |                            |                            |                            |                            |                            |                            |
|  | Christ van der Smissen            | 0                                 | 37                                | 33                                | 1,121                             | 4                                 | Torbjörn Blomdahl | 2                 | 50                             | 37                             | 1,351                          | 4                              |                                |                                |      |       |                            |                            |                            |                            |                            |                            |
|  |                                   | MP                                | Pkt.                              | Aufn.                             | ED                                | HS                                | Torbjörn Blomdahl | 2                 | 50                             | 37                             | 1,351                          | 4                              |                                |                                |      |       |                            |                            |                            |                            |                            |                            |
|  |                                   | MP                                | Pkt.                              | Aufn.                             | ED                                | HS                                |                   | Ludo Dielis       | 0                              | 40                             | 37                             | 1,081                          | 8                              |                                |      |       |                            |                            |                            |                            |                            |                            |
|  | Ludo Dielis                       | 2                                 | 50                                | 31                                | 1,612                             | 10                                |                   | Ludo Dielis       | 0                              | 40                             | 37                             | 1,081                          | 8                              |                                |      |       |                            |                            |                            |                            |                            |                            |
|  | Ludo Dielis                       | 2                                 | 50                                | 31                                | 1,612                             | 10                                |                   |                   |                                |                                |                                |                                |                                | MP                             | Pkt. | Aufn. | ED                         | HS                         |                            |                            |                            |                            |
|  | Raymond Steylaerts                | 0                                 | 28                                | 31                                | 0,903                             | 5                                 |                   |                   |                                |                                |                                |                                |                                | MP                             | Pkt. | Aufn. | ED                         | HS                         |                            |                            |                            |                            |
|  | Raymond Steylaerts                | 0                                 | 28                                | 31                                | 0,903                             | 5                                 | Torbjörn Blomdahl | 0                 | 38                             | 32                             | 1,187                          | 5                              |                                |                                |      |       |                            |                            |                            |                            |                            |                            |
|  |                                   | MP                                | Pkt.                              | Aufn.                             | ED                                | HS                                | Torbjörn Blomdahl | 0                 | 38                             | 32                             | 1,187                          | 5                              |                                |                                |      |       |                            |                            |                            |                            |                            |                            |
|  |                                   | MP                                | Pkt.                              | Aufn.                             | ED                                | HS                                |                   | Raymond Ceulemans | 2                              | 50                             | 32                             | 1,562                          | 6                              |                                |      |       |                            |                            |                            |                            |                            |                            |
|  | Raymond Ceulemans                 | 2                                 | 50                                | 45                                | 1,111                             | 5                                 |                   | Raymond Ceulemans | 2                              | 50                             | 32                             | 1,562                          | 6                              |                                |      |       |                            |                            |                            |                            |                            |                            |
|  | Raymond Ceulemans                 | 2                                 | 50                                | 45                                | 1,111                             | 5                                 |                   | MP                | Pkt.                           | Aufn.                          | ED                             | HS                             |                                |                                |      |       |                            |                            |                            |                            |                            |                            |
|  | Franz Stenzel                     | 0                                 | 42                                | 45                                | 0,933                             | 6                                 |                   | MP                | Pkt.                           | Aufn.                          | ED                             | HS                             |                                |                                |      |       |                            |                            |                            |                            |                            |                            |
|  | Franz Stenzel                     | 0                                 | 42                                | 45                                | 0,933                             | 6                                 | Raymond Ceulemans | 2                 | 50                             | 26                             | 1,923                          | 8                              |                                |                                |      |       |                            |                            |                            |                            |                            |                            |
|  |                                   | MP                                | Pkt.                              | Aufn.                             | ED                                | HS                                | Raymond Ceulemans | 2                 | 50                             | 26                             | 1,923                          | 8                              |                                |                                |      |       |                            |                            |                            |                            |                            |                            |
|  |                                   | MP                                | Pkt.                              | Aufn.                             | ED                                | HS                                |                   | Jan Arnouts       | 0                              | 26                             | 26                             | 1,000                          | 4                              |                                |      |       |                            |                            |                            |                            |                            |                            |
|  | Rini van Bracht                   | 0                                 | 47                                | 55                                | 0,854                             | 5                                 |                   | Jan Arnouts       | 0                              | 26                             | 26                             | 1,000                          | 4                              |                                |      |       |                            |                            |                            |                            |                            |                            |
|  | Rini van Bracht                   | 0                                 | 47                                | 55                                | 0,854                             | 5                                 |                   |                   |                                |                                |                                |                                |                                |                                |      |       |                            |                            |                            |                            |                            |                            |
|  | Jan Arnouts                       | 2                                 | 50                                | 55                                | 0,909                             | 10                                |                   |                   |                                |                                |                                |                                |                                |                                |      |       |                            |                            |                            |                            |                            |                            |
|  | Jan Arnouts                       | 2                                 | 50                                | 55                                | 0,909                             | 10                                |                   |                   |                                |                                |                                |                                |                                |                                |      |       |                            |                            |                            |                            |                            |                            |

### Platzierungsspiele
| Platz            | Name                   | MP  | Pkte | Aufn. | GD    | BED   | HS |
| ---------------- | ---------------------- | --- | ---- | ----- | ----- | ----- | -- |
| Spiel um Platz 3 |                        |     |      |       |       |       |    |
| 3                | Ludo Dielis            | 2:0 | 50   | 48    | 1,041 | 1,041 | 6  |
| 4                | Jan Arnouts            | 0:2 | 31   | 48    | 0,645 | –     | 7  |
| Spiel um Platz 5 |                        |     |      |       |       |       |    |
| 5                | Rini van Bracht        | 2:0 | 50   | 32    | 1,562 | 1,562 | 15 |
| 6                | Christ van der Smissen | 0:2 | 44   | 32    | 1,375 | –     | 9  |
| Spiel um Platz 7 |                        |     |      |       |       |       |    |
| 7                | Raymond Steylaerts     | 2:0 | 50   | 40    | 1,250 | 1,250 | 6  |
| 8                | Franz Stenzel          | 0:2 | 40   | 40    | 1,000 | –     | 6  |

## Abschlusstabelle
| Endklassement              | Endklassement          | Endklassement | Endklassement | Endklassement | Endklassement | Endklassement | Endklassement |
| Platz                      | Name                   | MP            | Pkte          | Aufn.         | GD            | BED           | HS            |
| -------------------------- | ---------------------- | ------------- | ------------- | ------------- | ------------- | ------------- | ------------- |
| 1                          | Raymond Ceulemans      | 14:0          | 350           | 248           | 1,411         | 1,923         | 8             |
| 2                          | Torbjörn Blomdahl      | 10:4          | 328           | 260           | 1,261         | 1,515         | 10            |
| 3                          | Ludo Dielis            | 12:2          | 340           | 294           | 1,156         | 1,612         | 10            |
| 4                          | Jan Arnouts            | 8:6           | 293           | 304           | 0,963         | 1,428         | 10            |
| 5                          | Rini van Bracht        | 10:2          | 297           | 269           | 1,104         | 1,562         | 15            |
| 6                          | Christ van der Smissen | 6:6           | 276           | 242           | 1,140         | 1,250         | 9             |
| 7                          | Raymond Steylaerts     | 8:4           | 274           | 276           | 0,992         | 1,250         | 7             |
| 8                          | Franz Stenzel          | 6:6           | 251           | 273           | 0,919         | 1,190         | 6             |
| 9                          | Antonio Oddo           | 6:2           | 184           | 198           | 0,929         | 1,063         | 7             |
| 10                         | Kurt Thøgersen         | 4:4           | 190           | 182           | 1,043         | 1,562         | 12            |
| 11                         | Lennart Blomdahl       | 4:4           | 192           | 203           | 0,945         | 1,041         | 7             |
| 12                         | Claudio Nadal          | 4:4           | 164           | 202           | 0,811         | 0,862         | 5             |
| 13                         | Hans-Jürgen Kühl       | 2:6           | 184           | 188           | 0,978         | 1,785         | 6             |
| 14                         | Jorge Theriaga         | 2:6           | 152           | 187           | 0,812         | 1,041         | 6             |
| 15                         | Mario Ribeiro          | 2:6           | 146           | 180           | 0,811         | 0,862         | 6             |
| 16                         | Jacques Blanc          | 2:6           | 175           | 234           | 0,747         | 0,781         | 8             |
| 17                         | Edgar Bettzieche       | 0:8           | 149           | 189           | 0,788         | –             | 6             |
| 18                         | Fonsy Grethen          | 0:8           | 145           | 194           | 0,747         | –             | 9             |
| 19                         | Albert Lasserre        | 0:8           | 134           | 186           | 0,720         | –             | 7             |
| 20                         | Jyri Virtanen          | 0:8           | 129           | 193           | 0,668         | –             | 5             |
| Turnierdurchschnitt: 0,966 |                        |               |               |               |               |               |               |